# 全缘叶杨桐
全缘叶杨桐（学名：Adinandra integerrima）为山茶科杨桐属下的一个种。

## 扩展阅读
- 維基物種上的相關：全缘叶杨桐